# Carol Black
Pour les articles homonymes, voir Black.
Carol Mary Black, née le 26 décembre 1939 à Barwell, est une médecin et universitaire britannique, spécialiste de la sclérodermie. Elle est présidente du Royal College of Physicians de 2002 à 2006, principale du Newnham College de 2012 à  2019, et présidente de la British Library depuis 2018.

## Biographie
Carol Black naît à Barwell, dans le Leicestershire, où son père est épicier,. Elle fait ses études secondaires à la Dixie Grammar School de Market Bosworth et commence en 1959 des études d'histoire à l'université de Bristol, où elle obtient son diplôme, puis travaille quelques années comme professeure d'école dans les îles Gilbert et Ellice.
En 1965, elle reprend ses études, à la faculté de médecine de Bristol et obtient son diplôme de médecin en 1970.

## Activités professionnelles
Carol Black travaille comme médecin hospitalier à Bristol, et obtient un diplôme d'études supérieures en sclérodermie. Elle est admise en 1974 au Royal College of Physicians. Black travaille à l'hôpital Hammersmith à Londres et continue sa formation en rhumatologie comme consultante à l'hôpital de West Middlesex.
Elle rejoint en 1989 l’hôpital universitaire Royal Free Hospital à Hampstead en tant qu'enseignante dans l'unité de rhumatologie,. Elle est nommée professeure de rhumatologie à l'University College de Londres en 1994.

## Activités institutionnelles
Après sa retraite, Carol Black est présidente du Royal College of Physicians de 2002 à 2006.
Elle est principale du Newnham College à Cambridge de 2012 à 2019, administratrice de la National Portrait Gallery et membre du conseil d'administration d'Uppingham School.  En 2018, elle est nommée présidente de la British Library.

## Hommages et distinctions
Elle est nommée commandeur de l'Empire britannique (CBE) en 2002 en reconnaissance de ses travaux de recherche sur la sclérodermie, puis dame commandeur (DBE) en 2005 alors qu'elle était présidente du Royal College of Physicians. En 2024, elle est nommée dame grand-croix (GBE). Elle est docteure honoris causa en sciences de l'université de Bristol (2003) et de l'université de Leicester (2006).